# Cyrtosia serena
Cyrtosia serena är en tvåvingeart som först beskrevs av Becker 1915.  Cyrtosia serena ingår i släktet Cyrtosia och familjen svävflugor. Inga underarter finns listade i Catalogue of Life.